# 長野県長野西高等学校
長野県長野西高等学校（ながのけんながのにしこうとうがっこう）は、長野県長野市箱清水にある県立高等学校。

## 概要
1896年（明治29年）4月10日、長野町立の高等女学校として開校した。校舎は現在の長野市立城山小学校の一部を借用していたが、1902年（明治35年）に現在の場所へと移転。1948年（昭和23年）に現在の校名となった。1985年（昭和60年）より男女共学化。2009年（平成21年）には全日制分校の中条校が開校し、2020年4月に公立高校通信制課程では異色のサテライト校として望月サテライト校が開校。

### 設置課程
出典
- 全日制課程
  - 普通科
  - 国際教養科（本校のみ）
- 通信制課程
  - 普通科
  - 普通科 望月サテライト校

## 沿革

### 年表
出典
- 1896年（明治29年）4月10日 - 長野町立長野高等女学校として開校。校舎は城山小学校より一部借用。
- 1897年（明治30年）4月 - 長野市立長野高等女学校となる。
- 1902年（明治35年）4月 - 所在地を現在の場所に移転。
- 1906年（明治39年）6月 - 校内に保育所を設置。
- 1909年（明治42年）4月 - 長野県立長野高等女学校となる。
- 1921年（大正10年）4月 - 長野県長野高等女学校となる。
- 1947年（昭和22年）4月1日 - 中学校を併設。
- 1948年（昭和23年）3月28日 - 通信教育部を開設。
  - 4月1日 - 学制改革により長野県長野西高等学校となる。
  - 5月10日 - 定時制を設置。
- 1949年（昭和24年）4月1日 - 長野県長野東高等学校[注 1]を併合。
- 1961年（昭和36年）10月31日 - 通信教育部の名称が「通信制」となる。
- 1981年（昭和56年）3月22日 - 定時制閉校記念式典。本校の定時制を長野県長野高等学校定時制に統合。
- 1985年（昭和60年）4月1日 - 男女共学開始。
- 1999年（平成11年）4月1日 - 国際教養科を設置。
- 2003年（平成15年）4月1日 - 文部科学省よりスーパーイングリッシュランゲージハイスクール (SELHi) 指定。
- 2009年（平成21年）4月6日 - 長野県長野西高等学校中条校を開校[注 3]。

## 基礎データ

### 所在地
- 長野県長野市箱清水3-8-5[2]

### 通学区域
- 第1通学区 - 長野県埴科郡、上高井郡、下高井郡、上水内郡、下水内郡、長野市、須坂市、中野市、飯山市、千曲市[5]

### アクセス
公共交通機関
JR長野駅から徒歩40分。
長野電鉄長野線・善光寺下駅から徒歩15分。
長野駅善光寺口バス1番乗り場からアルピコ交通「善光寺経由宇木行」・「善光寺・若槻団地経由若槻東条行」・「善光寺・西条経由若槻東条行」のいずれかに乗車、「善光寺西」バス停留所にて下車、徒歩5分。
自家用自動車
上信越自動車道・長野インターチェンジまたは須坂長野東インターチェンジからそれぞれ10キロメートル。駐車スペースに限りがあるため、公共交通機関の利用が推奨されている。

### 象徴

#### 校章
1906年制定。当時、図画の教員として在職していた金井義司が、梶の葉と弦月を組み合わせてデザインした。梶の葉は、学校のそばにある湯福神社の神紋に由来している。梶の葉からは丈夫な繊維も作られるため、梶の葉の布のように強くたくましくあってほしいという説もある。弦月は、上弦の月であり、細い月がやがて満月になることから、学問を積むことで人格も知性も円満になるようにとの願いが込められている。

#### 校歌
- 作詞：高野辰之[1]

## 学校行事

### 学園祭
- 本校の学園祭は「梶の葉祭」と呼ばれる[1]。

## 生徒会活動・クラブ活動など

### 生徒会本部
- 所在地：長野県長野市箱清水3-8-5[8]

### 運動系
16の運動系クラブがある。
- 陸上班
- 女子バスケットボール班
- 男子バスケットボール班
- 女子バレーボール班
- ソフトテニス班
- 硬式テニス班
- バドミントン班
- 卓球班
- ソフトボール班
- 弓道班
- 水泳班
- 剣道班
- バトン班
- 野球班
- サッカー班
- 山岳班

### 文化系
20の文化系クラブがある。
- 文学班
- 生物班
- 天文班
- 美術班
- 合唱班
- 書道班
- 茶道班
- 華道班
- 室内楽班
- ギター・マンドリン班
- 演劇班
- 写真班
- 英語班
- 料理班
- 手芸班
- JRC班
- 邦楽班
- 吹奏楽班
- 放送班
- イラストコミック班

## 高校関係者と組織

### 高校関係者組織
- 本校の同窓会は「長野県長野西高等学校同協会」（主たる事務所の所在地：長野県長野市箱清水3-8-5）と称する。卒業者を普通会員、在学者を準会員、教職員を客員とする[3]。

### 著名な出身者
- 坂田雅子 - ドキュメンタリー映画監督
- 持田澄子 - 神経生理学者、東京医科大学名誉教授
- 内藤了 - 作家
- 岡村文子 - 女優
- 山田真美 - 作家
- 土屋竜一 - 作家、シンガーソングライター
- 東野佑美 - 女優
- 目黒清華 - 元信越放送アナウンサー
- 中野希友未 - 長野朝日放送アナウンサー
- 大日方信春 - 憲法学者
- 吉川ひろみ - 作業療法研究者
- 宮澤佳甫 - 工学者
- 岡宮来夢 - 俳優
- 山中瑶子 - 映画監督
- ソフト今井 - プロレスのレフェリー
- 粟生田直樹 - クラリネット奏者
- 坂本あゆみ - フルート奏者
- 丸山京子 - ハープ奏者
- 安田和代 - ヴァイオリニスト
- 米山友紀乃 - ヴァイオリニスト

## 備考
建学の精神にある「一壜百験」は、初代校長の渡辺敏（はやし）が大衆を相手に1本の壜（ビン）でさまざまな化学実験を披露。その実験名および、それをもとに作成したパンフレットの名による。「壜」は「敏」をもじっている。
2006年、大林宣彦監督の映画「転校生 -さよなら あなた-」のロケに使用された。